# António Costa Silva
António José da Costa Silva (Catabola, 23 de novembro de 1952) é um engenheiro, professor universitário e gestor português. Foi ministro da Economia e do Mar do XXIII Governo Constitucional da República Portuguesa.
Foi, entre 2003 e 2021, presidente da Comissão Executiva da Partex Oil and Gas, empresa petrolífera detida até 2019 pela Fundação Gulbenkian.
Em 2020, foi convidado pelo Governo português para delinear o plano de recuperação económica do país após a crise provocada pela Pandemia de COVID-19 em Portugal.

## Percurso académico e profissional
Licenciou-se em Engenharia de Minas pelo Instituto Superior Técnico da Universidade Técnica de Lisboa, fez o Mestrado em Engenharia de Petróleos pelo Imperial College e doutorou-se pelas duas Faculdades com uma tese sobre O Desenvolvimento de Modelos Estocásticos aplicados aos Reservatórios Petrolíferos.
Em 1980, iniciou a sua actividade profissional na Sonangol, em Angola. Entre 1984 e 1997, trabalhou na Companhia Portuguesa de Serviços e, de 1998 a 2001, foi diretor executivo da multinacional francesa CGG. De 2001 até à ida para a Partex, em 2003, trabalhou no Instituto Francês do Petróleo, em Paris.
É professor agregado no Instituto Superior Técnico e presidente da Comissão Executiva da empresa petrolífera Partex Oil and Gas.